# جروم هرگو
جروم هرگو (انگلیسی: Jérôme Hergault؛ زادهٔ ۵ آوریل ۱۹۸۶) بازیکن فوتبال اهل فرانسه است.
از باشگاه‌هایی که در آن بازی کرده‌است می‌توان به باشگاه فوتبال ستاره سرخ اشاره کرد.